# Vektorsko polje
Vektorsko polje je funkcija, ki vsaki točki prostora pripiše vektor, pripadajoč neki fizikalni količini. Pojem vektorskega prostora se uporablja v fiziki za opisovanje pojavov, ki vključujejo smer v vsaki točki prostora. Zgledi takšnih pojavov so: gibanje tekočine in sila, ki jo povzroča električno ali magnetno polje. Pogosta je uporaba tudi v modelih pojavov ozračju (hitrost vetra).
Če je prostor evklidski, je pojem vektorskega polja precej lahko razumljiv. 

## Nekaj enostavnih zgledov
- hitrost pri gibanju kapljevin
- magnetno polje
- električno polje

## Posebni primeri vektorskih polj

### Vektorsko polje na ploskvi
Če je {\displaystyle {\vec {\mathbf {r} }}\!\,} krajevni vektor za katerega velja {\displaystyle {\vec {\mathbf {r} }}=(x,y)\!\,}, potem ima pripadajoča funkcija vektorskega polja obliko:
{\displaystyle {\vec {\mathbf {F} }}({\vec {\mathbf {r)} }}=(F_{x}(x,\ y),\ F_{y}(x,\ y))\!\,.}

### Vektorsko polje v prostoru
Če je {\displaystyle {\vec {\mathbf {r} }}\!\,} krajevni vektor za katerega velja {\displaystyle {\vec {\mathbf {r} }}=(x,y,z)\!\,}, potem ima pripadajoča funkcija vektorskega polja obliko:
{\displaystyle {\vec {\mathbf {F} }}({\vec {\mathbf {r} }})=\{F_{x}(x,\ y,\ z),\ F_{y}(x,\ y,\ z),\ F_{z}(x,\ y,\ z)\}\!\,.}

## Gradient skalarnega polja
Vektorsko polje se lahko dobi iz skalarnega polja z uporabo gradienta. Vektorsko polje {\displaystyle V\!\,}, ki je določeno nad množico {\displaystyle S\!\,} se imenuje gradientno polje. To je takrat, ko obstaja realna funkcija (skalarno polje) tako, da je:
{\displaystyle V=\nabla f={\bigg (}{\frac {\partial f}{\partial x_{1}}},{\frac {\partial f}{\partial x_{2}}},{\frac {\partial f}{\partial x_{3}}},\dots ,{\frac {\partial f}{\partial x_{n}}}{\bigg )}\!\,.}
Krivuljni integral po zaprti poti v gradientnem polju je enak 0.
Pretok vektorskega polja {\displaystyle {\vec {\mathbf {F} }}({\vec {\mathbf {r} }})\!\,} čez površino {\displaystyle S\!\,} je določen z integralom:
{\displaystyle \Phi _{F}=\iint \limits _{S}{{\vec {\mathbf {F} }}\cdot \mathrm {d} {\vec {\mathbf {S} }}}=\iint \limits _{S}{F_{n}\ \mathrm {d} S}\!\,,}
kjer je:
- {\displaystyle F_{n}\!\,} – projekcija vektorja polja na pravokotnico na površino,
- {\displaystyle \mathrm {d} S\!\,} – vektorski element površine (vektor enotske pravokotnice pomnožen z {\displaystyle \mathrm {d} S\!\,}).

Zgled pretoka vektorskega polja je prostornina tekočine, ki steče skozi površino {\displaystyle S\!\,} pri hitrosti {\displaystyle F\!\,}.
Divergenca vektorskega polja je:
{\displaystyle \operatorname {div} \,{\vec {\mathbf {F} }}={\frac {\partial F_{x}}{\partial x}}+{\frac {\partial F_{y}}{\partial y}}+{\frac {\partial F_{z}}{\partial z}}\!\,.}
Rotor je:
{\displaystyle \operatorname {rot} \;{\vec {\mathbf {F} }}=\left({\frac {\partial F_{z}}{\partial y}}-{\frac {\partial F_{y}}{\partial z}}\right)\mathbf {i} +\left({\frac {\partial F_{x}}{\partial z}}-{\frac {\partial F_{z}}{\partial x}}\right){\vec {\mathbf {j} }}+\left({\frac {\partial F_{y}}{\partial x}}-{\frac {\partial F_{x}}{\partial y}}\right){\vec {\mathbf {k} }}\!\,,}
kjer je:
- {\displaystyle {\vec {i}}\!\,} – enotni vektor na osi x
- {\displaystyle {\vec {j}}\!\,} – enotni vektor na osi y
- {\displaystyle {\vec {k}}\!\,} – enotni vektor na osi z

Gradient omogoča, da se iz skalarnega polja dobi vektorsko polje:
{\displaystyle \operatorname {grad} f=\left({\frac {\partial f}{\partial x}},{\frac {\partial f}{\partial y}},{\frac {\partial f}{\partial z}}\right)\equiv {\frac {\partial f}{\partial x}}{\vec {\mathbf {i} }}+{\frac {\partial f}{\partial y}}{\vec {\mathbf {j} }}+{\frac {\partial f}{\partial z}}{\vec {\mathbf {k} }}\!\,,}
ali, če se to zapiše z uporabo nable:
{\displaystyle \operatorname {grad} f\equiv \nabla f\!\,.}

## Nekatere značilnosti
- vektorsko polje, ki ima povsod divergenco enako 0, se imenuje solenoidalno vektorsko polje.
- vektorsko polje, ki pa ima rotor enak 0 v katerikoli točki, se imenuje potencialno vektorsko polje (nevrtično). Takšno polje se lahko prikaže kot gradient nekega skalarnega polja (potenciala).
- vektorsko polje, ki ima povsod divergenco in rotor enak 0, se imenuje harmonično polje, njegov potencial pa predstavlja harmonično funkcijo.